# Великий китайсько-японський словник
Великий китайсько-японський словник (яп. 大漢和辞典, だいかんわじてん, дай канва дзітен) — найбільший у світі японський словник китайської ієрогліфіки видавництва Тайсюкан. Створений колективом авторів на чолі з Морохасі Тесудзі протягом 1925—1960 років. Містить близько 50 тисяч ієрогліфів та 530 тисяч слів, які супроводжуються розлогими цитатами з китайської класики. Має декілька пошукових індексів. Складається з 13 томів: 12 основних та 1 індексного. Перевидавався 4 рази.